# Gleichberge
Die Gleichberge, die in der Hauptsache aus Großem und Kleinem Gleichberg bestehen, sind ein kleiner, bis 679 m ü. NHN hoher und inselbergartig aufragender Mittelgebirgszug im südwestlichen, fränkisch geprägten Teil von Thüringen in Deutschland. Sie liegen nur knapp östlich der kleinen Residenzstadt Römhild im Landkreis Hildburghausen.
Die Gleichberge sind die imposantesten Zeugen der tertiären vulkanischen Aktivität der Heldburger Gangschar, die sich von hier ausgehend einst bis südlich des Mains zog.

## Geographie
Die Gleichberge, die hauptsächlich aus den vulkanischen Basalt-Kegeln des Großen Gleichbergs (679 m) im Süden und des Kleinen Gleichbergs (641,3 m) im Norden bestehen, befinden sich im Landkreis Hildburghausen zwischen dem thüringischen Hildburghausen und dem fränkischen Bad Königshofen. Sie liegen südwestlich des Werratals, etwas östlich von Römhild, am nordöstlichen Rand der Landschaft Grabfeld.
Westlich und nordwestlich der Gleichberge befindet sich die Rhön, nordöstlich und östlich der Thüringer Wald, südöstlich liegen die Langen Berge, südlich die Haßberge und südwestlich befindet sich das Grabfeld, zu dem die Gleichberge gezählt bzw. als dessen höchste Erhebungen sie betrachtet werden.
Die fast vollständig bewaldeten Gleichberge haben eine Ausdehnung von acht Kilometern in Nord-Süd- und drei in Ost-West-Richtung; ihre beiden Gipfel sind knapp drei Kilometer voneinander entfernt.

### Umliegende Ortschaften
In der Mitte auf dem Sattel zwischen den beiden Gleichbergen befindet sich der Römhilder Ortsteil Waldhaus. Im Norden befindet sich Dingsleben, im Nordosten Zeilfeld, welches wie der Kleine Gleichberg direkt auf der Rhein-Weser-Wasserscheide liegt. Im Osten liegt Roth, im Südosten der Buchenhof, etwas weiter auch Simmershausen und Gleicherwiesen. Im Süden, direkt am Fuße des Großen Gleichberges, findet sich Gleichamberg, im Südwesten Hindfeld und Milz, im Westen Römhild und Haina. Im Nordwesten, etwas weiter entfernt, liegt Obendorf.

## Gewässer
Der Kleine Gleichberg liegt auf der Rhein-Weser-Wasserscheide zwischen Vogelsberg und Rhön (Großlandschaft Osthessisches Bergland) und den Langen Bergen, an die sich unmittelbar das Thüringer Schiefergebirge anschließt, wo die Wasserscheide unweit der Werraquelle auch endet. Während das Wasser der sich aus verschiedenen Quellflüssen am östlichen Sattel zwischen beiden Bergen bildenden Milz in Richtung Südwesten über die Fränkische Saale und den Main in den Rhein fließt, entwässern die kurzen Bäche, die auf der äußersten Nordostseite des Kleinen Gleichbergs und den Erhebungen nördlich davon entspringen, über die Werra in die Weser.
In der Landschaft der Gleichberge befinden sich mit den Speichern Buchenhof, Haina und Römhild sowie Roth I und Roth II mehrere Speicherbecken, welche sich alle im Einzugsgebiet der Milz befinden. Der Speicher Roth I wurde 2011 wegen möglicher Standunsicherheit des Staudamms trockengelegt. Die anderen Becken werden als Anglerseen genutzt und dienten der landwirtschaftlichen Bewässerung. Die Gleichberge haben örtliche Bedeutung für die Wasserversorgung des ansonsten niederschlagsarmen östlichen Grabfelds, sowohl hinsichtlich der Grundwasserzufuhr, als auch Oberflächenwassers längs der Milz.

## Vor- und Frühgeschichte
Die vorgeschichtlichen Befestigungsanlagen werden heute als Steinsburg bezeichnet. Schon während der Basalt-Abbauarbeiten für den Bau der Straße Römhild-Hildburghausen im 19. Jahrhundert wurden auf dem Kleinen Gleichberg immer wieder vorgeschichtliche Funde gemacht. Durch den Basaltabbau und Wegebau sowie durch einige Wallschnitte ist einiges über die Besiedlung des Kleinen Gleichbergs bekannt, allerdings wurden die archäologischen Denkmäler stark in Mitleidenschaft gezogen. Es sind jedoch noch drei Mauerringe im Gelände sichtbar. Der Kleine Gleichberg wurde schon in der Jungsteinzeit und der Frühbronzezeit aufgesucht, allerdings wohl nicht längerfristig besiedelt. Eine Siedlung bestand wahrscheinlich jedoch in der Hügelgräberbronzezeit, zu der die Gräber gehören, die sich an der Ostseite des Bergs befinden.
In der Urnenfelderzeit entstand wohl eine Befestigung und der Berg wurde dichter besiedelt. Nach einer Siedlungsunterbrechung wurde auf dem Kleinen Gleichberg erst wieder in der späten Hallstattzeit eine Siedlung angelegt und das Plateau wurde befestigt. Diese Siedlung bestand bis in der frühe Latènezeit weiter. In der mittleren Latènezeit ging die Siedlungstätigkeit wohl zurück. In der Spätlatènezeit wurde die Siedlung und die Befestigung ausgebaut, möglicherweise handelt es sich bei dieser letzten Ausbauphase um das von Ptolemaios erwähnte Oppidum Bikourgion. Die gesamte Latènezeit ist mit sehr vielen Funden vertreten, insbesondere in der Spätlatènezeit sind starke Bezüge nach Süddeutschland erkennbar. Es ist anzunehmen, dass die Siedlung auf dem Gleichberg in dieser Phase eine wichtige Rolle im Handel spielte, mehrere gleichzeitige Siedlungen sind aus dem Umland bekannt.
Im Mittelalter wurde die Michaelskapelle auf dem Kleinen Gleichberg errichtet, von der heute noch die Grundmauern zu sehen sind.
Vom Großen Gleichberg ist dagegen wenig bekannt, da sich dort bis 1989 ein russischer Militärposten befand.
Im Steinsburgmuseum, das sich auf dem Sattel zwischen dem Kleinen und dem Großen Gleichberg befindet, werden viele der vorgeschichtlichen Fundstücke ausgestellt.

## Hölderlins Wanderungen zu den Gleichbergen
Im Frühjahr 1794 wanderte Friedrich Hölderlin vom fränkischen Waltershausen aus durch den Milzgrund zum Großen Gleichberg.
Im August 1794 bestieg der Dichter beide Gleichberge und notierte tags darauf, wie bezaubernd der Blick nach Süden sei, wo er am Horizont sein liebes Schwaben wähnte. "So studirt’ ich am liebsten die Geographie der beiden Halbkugeln, wenn es sein müsst."
Nicht der Große Gleichberg, sondern in seinem Schatten der Kleine Gleichberg wurde 1794 vom Dichter Friedrich Hölderlin zum „thüringischen Olymp“ erhoben.

## Bergwelt
Zu den eng nebeneinander liegenden Bergen, Bergkuppen und Erhebungen der Gleichberge und deren Ausläufern gehören – sortiert nach Höhe in Meter (m) über Normalhöhennull (NHN):
- Großer Gleichberg (679 m), mit Mobilfunksendemast
- Kleiner Gleichberg (641,3 m), mit Steinsburg (Oppidum-Rest)
- Kuppe (528,9 m), nördlich des Kleinen Gleichbergs
- Schwanberg (518,5 m), nordnordwestlich des Kleinen Gleichbergs
- Schwabhäuser Berg (511 m), nordwestlich des Kleinen Gleichbergs
- Rother Kopf (455,8 m), nordöstlich des Großen Gleichbergs
- Altenburg (435,8 m), nordwestlich des Großen Gleichbergs
- Hartenberg (404 m), nordwestlich des Großen Gleichbergs, ehemaliger Standort der mittelalterlichen Hartenburg
- Eichelberg (381,6 m), westlich des Kleinen Gleichbergs, auf dem Südwesthang liegt der Speicher Römhild

## Weitere Bilder

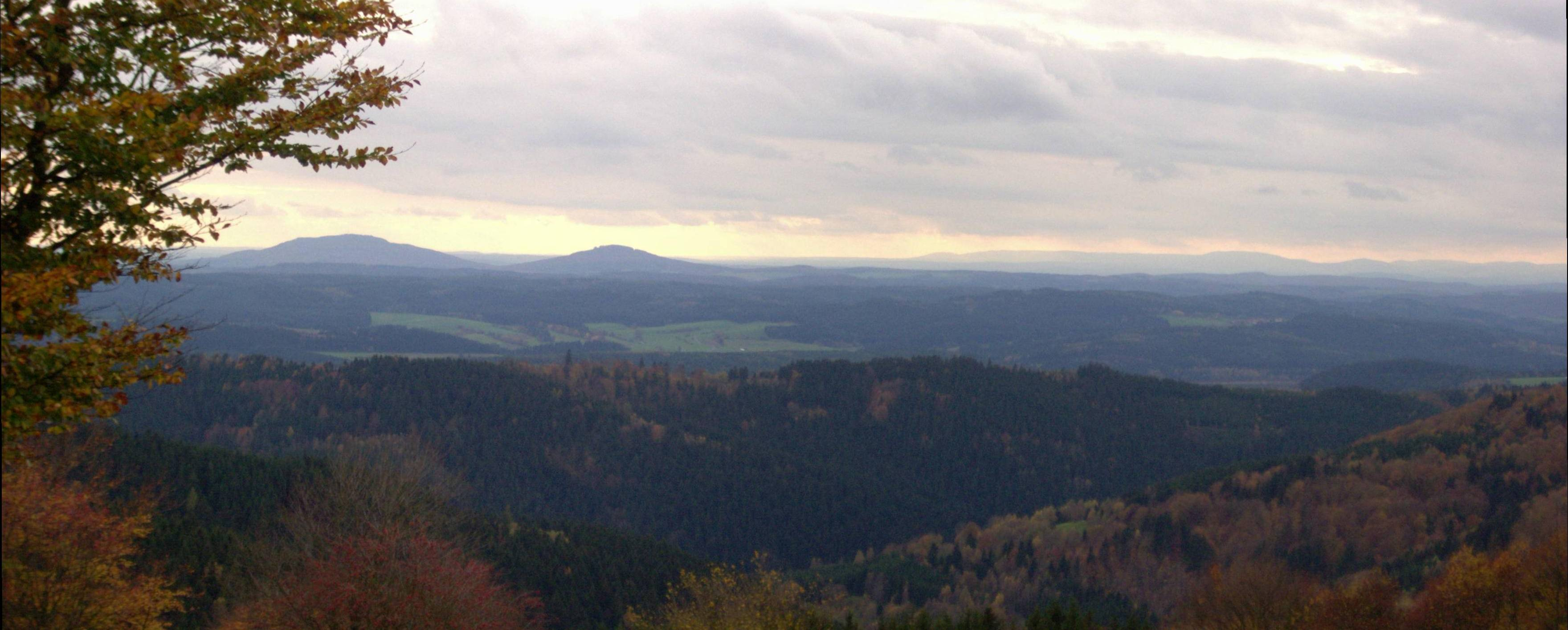
Blick vom Simmersberg (781 m) im Thüringer Schiefergebirge auf die 24 km entfernten Gleichberge. Rechts im Hintergrund die Hohe Rhön mit dem 67 km entfernten Kreuzberg (927,8 m), unmittelbar davor (halbrechts mittig) der 7 km entfernte Ratscher Bergsee
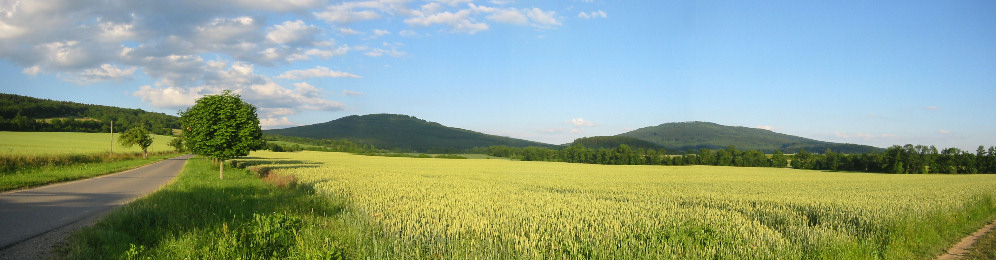
Blick aus Richtung Haina zu den Gleichbergen
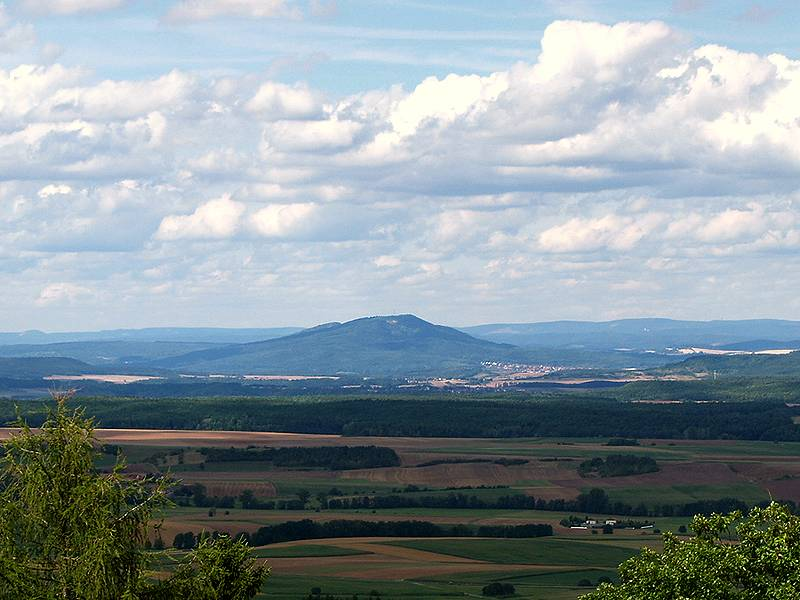
Blick von der Schwedenschanze (Haßberge, Unterfranken) zu den Gleichbergen
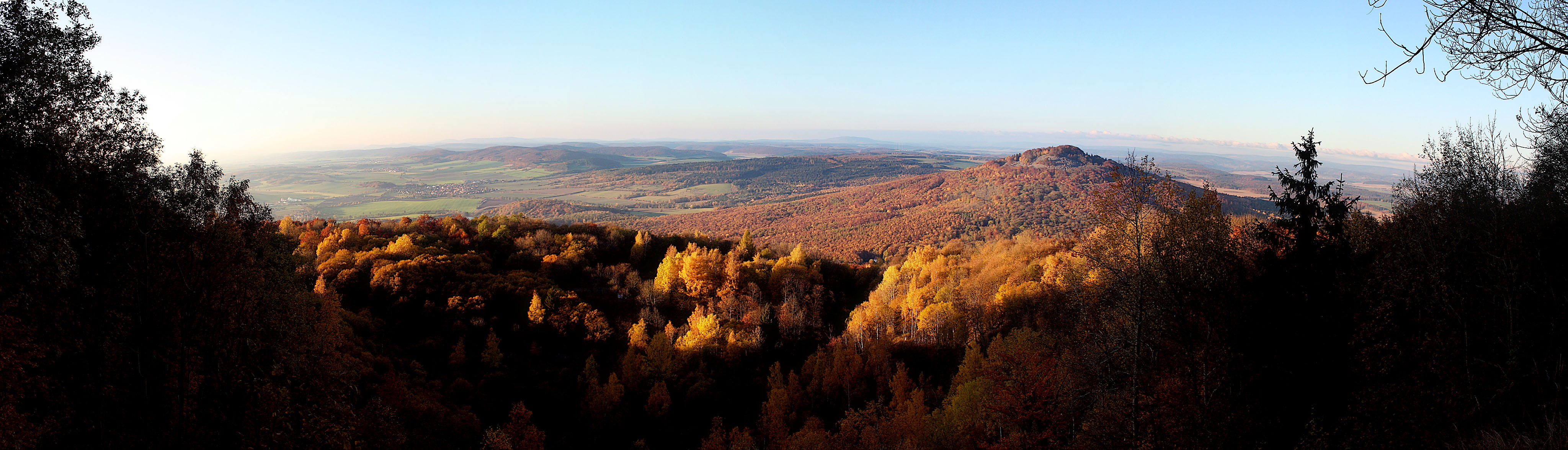
Thüringenblick vom Großen Gleichberg
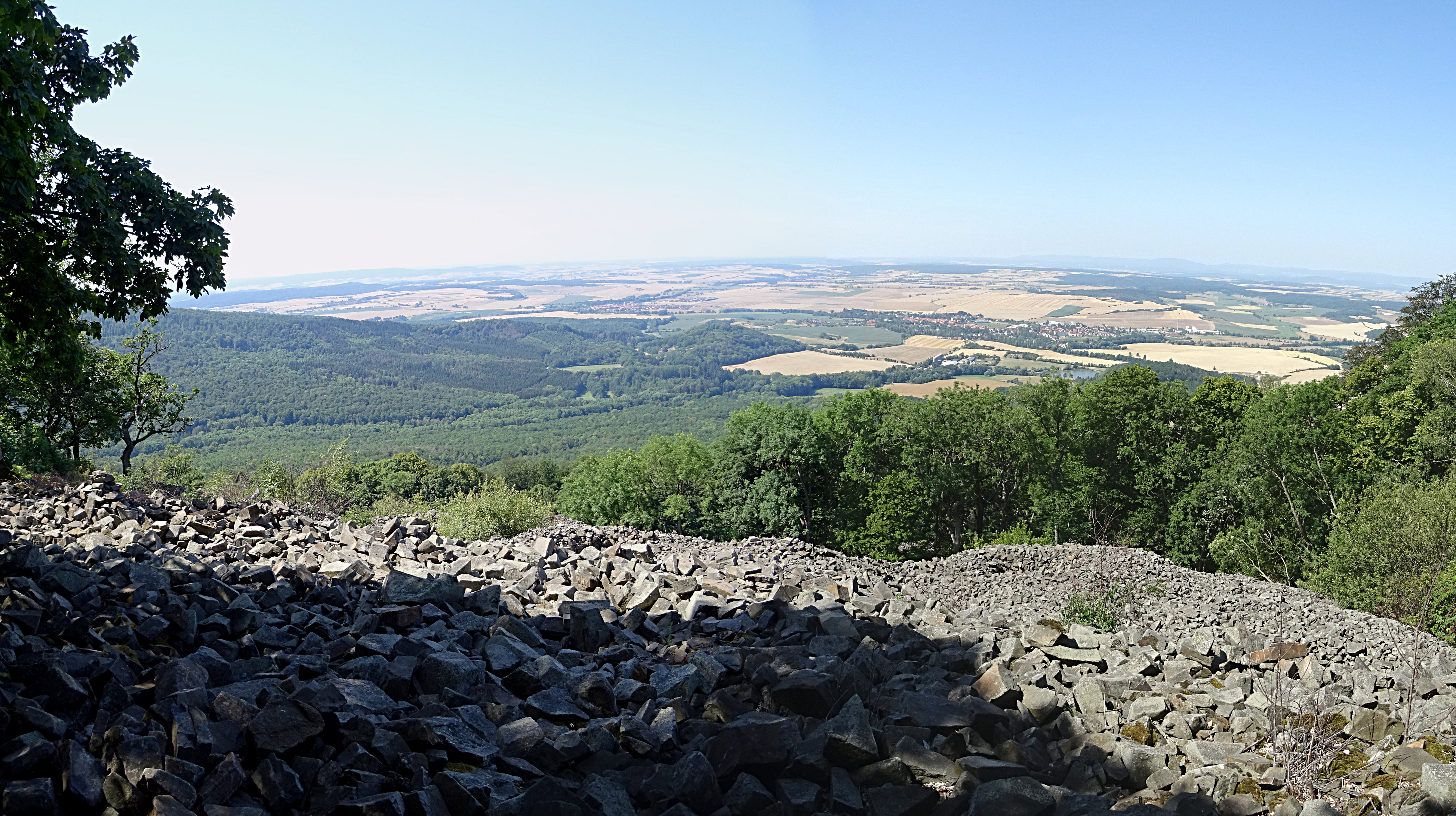
Blick von der Südspitze der Akropolis des Kleinen Gleichberges auf Römhild